# Họ Cau
Họ Cau hay họ Cọ, họ Cau dừa hoặc họ Dừa (danh pháp khoa học: Arecaceae, đồng nghĩa Palmae), là một họ trong thực vật có hoa, thuộc về lớp thực vật một lá mầm và nằm trong bộ Cau (Arecales). Hiện nay, người ta biết khoảng 202 (APG: 189) chi với khoảng 2.600 (APG: 2.361) loài, phần lớn sinh sống ở vùng nhiệt đới hoặc cận nhiệt đới. Trong số tất cả các họ thực vật thì họ Cau có lẽ là dễ nhận biết nhất. Loài điển hình trong họ này là cau, quả của nó được nhai với lá trầu không. Các loài như chà là, mây, cọ hay dừa cũng thuộc về họ này. Cây cọ dầu sản xuất ra loại dầu cọ là loại dầu dùng trong chế biến thực phẩm, nó thuộc về chi Elaeis. Một vài loại được trồng để lấy cây non làm rau. Nhựa của một số loài đôi khi còn được lên men để sản xuất rượu vang. Trong lễ hội Ngày chủ nhật Cọ người ta dùng các cây cọ, vì thế mà có tên gọi này.
Cọ bắp cải hay cọ Sabal (tên khoa học: Sabal palmetto) là loại cây mọc rất nhiều ở Tây Ấn, có tên gọi như thế từ hình dạng bề ngoài của hoa của nó, bao gồm các lá bao bọc xung quanh nhau giống như bắp cải với phần bên trong có màu trắng. Nó có hương vị dễ chịu và được sử dụng như rau. Người ta nói rằng những con bọ cánh cứng thuộc bộ Coleoptera đẻ trứng trong những lỗ rỗng. Các trứng này nở thành nhộng và chúng được người Guyana ăn rất ngon lành.
Các loài cây thuộc họ này đã được tìm thấy trong các hóa thạch có niên đại khoảng 70-80 triệu năm trước, trong thời kỳ cuối của kỷ Phấn trắng (Cretaceous).

## Tiến hóa
Nhón thân cây của họ Arecaceae được ước tính có niên đại tới khoảng 120 triệu năm trước (Ma), sự phân nhánh trong nhóm chỏm cây khoảng 110 Ma (theo Janssen & Bremer 2004), hoặc có niên đại tương ứng là 99-91 Ma và 73-63 Ma (theo Wikström và ctv. 2001). Magallón và Castillo (2009) ước tính niên đại khoảng 128 và 115 Ma cho nhóm thân cây của bộ Arecales. Các dữ liệu hóa thạch của họ này có thể có niên đại tới 93 Ma (Pan và ctv. 2006; Harley 2006). Các dữ liệu thu thập (lá, thân, quả) từ các lớp đá tại Texas có niên đại thuộc kỷ Creta-tầng Champagne (khoảng 77 Ma) đã được xác định là thuộc về chi Sabal; có khả năng những con khủng long non trẻ có thể đã ăn quả của chúng (Manchester và ctv. 2010a).
Các loại lá, phấn hoa hoặc gỗ cọ là khá phổ biến và phân bố rộng vào cuối kỷ Creta khi nhiệt độ toàn cầu là ấm áp hơn (Burnham & Johnson 2004),  kể cả ở châu Phi và Ấn Độ, những nơi mà ngày nay họ này không được đa dạng cho lắm; tại châu Phi các loài cọ đã trở nên ít phổ biến hơn vào đầu kỷ đệ Tam và một lần nữa vào cuối thế Eocen, khoảng 34 Ma (Pan và ctvl. 2006; Harley 2006 để có tổng quan về các hồ sơ hóa thạch). Có lẽ các loài cọ hiện nay rất dễ bị tổn thương trước băng giá,  chủ yếu chỉ có một lớp mô phân sinh sinh dưỡng duy nhất không có khả năng tạo ra các mô phân sinh thay thế nếu như những mô này bị chết. Thông thường chúng được tìm thấy tại những nơi có nhiệt độ trung bình năm cao hơn 10 °C, nhiệt độ trung bình trong các tháng lạnh nhất trên 5 °C và nhiệt độ thấp nhất không dưới -10 °C (Greenwood & Wing 1995). Ít nhất thì sự đa dạng và sự đa dạng hóa của chúng tại Tân thế giới từng liên quan tới tính bền vững ổn định của các khu vực tương đối ấm và ẩm mà chúng ưa thích (Svenning và ctv. 2008).
Mặc cho kích thước của cây và quả, sự phát tán chứ không phải là sự chia tách do các cản trở tự nhiên ngày càng được viện dẫn nhiều hơn để giải thích các khía cạnh trong sự phân bố hiện tại của họ này. Các hóa thạch thuộc chi Nypa rất khác biệt được biết đến từ đầu kỷ đệ Tam khi chi này dường như đã có sự phân bố khắp thế giới (nhiều hay ít); các hóa thạch được tìm thấy tại Tasmania, Anh (hệ thực vật đất sét London), v.v. (Plaziat và ctv. 2001. Để hiểu thêm về sự tiến hóa của môi trường sống kiểu đước (ngập nước mặn), xem bài về họ Rhizophoraceae; tuy nhiên các loài Nypa ưa thích môi trường ít mặn hơn so với nhiều loài đước, và được tìm thấy dọc theo các con sông cho tới giới hạn của khu vực chịu ảnh hưởng của thủy triều). Sự phân bố rải rác và dường như thuộc về đại lục Gondwana cổ đại của phân họ Ceroxyloideae có lẽ được giải thích tốt nhất nhờ vài sự kiện phát tán liên đại dương vào giữa kỷ đệ Tam (Trénel và ctv. 2007), trong khi các loài thuộc chi Hyophorbe (Arecoideae-Chamaedoreeae) bị đứt đoạn trên quần đảo Mascarene, và chi này có thể đã phân tỏa trên các hòn đảo hiện nay đang nằm dưới mặt đại dương, bằng những "bước nhảy ngắn" từ đảo này qua đảo khác (Cuenca và ctv. 2007); một vài loài thuộc các họ Myrtaceae, Begoniaceae và Sapotaceae có thể thể hiện hành vi "nhảy lò cò" trên đảo tương tự như thế. Roncal và ctv. (2008) khảo sát tỉ mỉ địa sinh học của các loài cọ tại khu vực Antilles.

## Phân loại
APG II chia họ này thành 5 phân họ (sắp xếp theo trật tự phát sinh chủng loài) là:
1. Calamoideae Beilschmied, đồng nghĩa Calamaceae Perleb, Lepidocaryaceae O. F. Cook: Khoảng 21 chi, trong đó các chi đa dạng nhất là Calamus (khoảng 400 loài), Daemonorops (khoảng 115 loài). Sinh sống tại khu vực nhiệt đới, đặc biệt từ Sri Lanka tới Tây Samoa và Fiji.
  1. Tông Calameae
    1. Phân tông Calaminae
      1. Calamus
      2. Ceratolobus
      3. Daemonorops
      4. Pogonotium
      5. Retispatha

    2. Phân tông Korthalsiinae
      1. Korthalsia

    3. Phân tông Metroxylinae
      1. Metroxylon

    4. Phân tông Pigafettinae
      1. Pigafetta

    5. Phân tông Plectocomiinae
      1. Myrialepis
      2. Plectocomia
      3. Plectocomiopsis

    6. Phân tông Salaccinae
      1. Eleiodoxa
      2. Salacca

  2. Tông Eugeissoneae
    1. Eugeissona

  3. Tông Lepidocaryeae
    1. Phân tông Ancistrophyllinae
      1. Eremospatha
      2. Laccosperma
      3. Oncocalamus

    2. Phân tông Raphiinae
      1. Raphia

    3. Phân tông Mauritiinae
      1. Lepidocaryum
      2. Mauritia
      3. Mauritiella
2. Nypoideae Griffith, đồng nghĩa Nypaceae Le Maout & Decaisne: 1 chi, 1 loài (Nypa fruticans). Hiện sinh tồn tại khu vực Malesia (từ Bengal tới Queensland). Trong quá khứ, thấy có hóa thạch rải rác ở nhiều nơi trong khu vực nhiệt đới và ôn đới ấm ở cả hai bán cầu.
3. Coryphoideae Burnett, đồng nghĩa Borassaceae Schultz-Schultzenstein, Coryphaceae Schultz-Schultzenstein, Phoeniciaceae Burnett, Sabalaceae Schultz-Schultzenstein: Khoảng 45 chi, trong đó chi Coccothrinax là đa dạng nhất (khoảng 50 loài). Phân bố khắp trong vùng nhiệt đới (tới ôn đới ấm), ít loài ở Nam Mỹ.
  1. Tông Borasseae
    1. Phân tông Hyphaeninae
      1. Bismarckia
      2. Hyphaene
      3. Medemia
      4. Satranala

    2. Phân tông Lataniinae
      1. Borassodendron
      2. Borassus
      3. Latania
      4. Lodoicea

  2. Tông Caryoteae
    1. Arenga
    2. Caryota
    3. Wallichia

  3. Tông Chuniophoeniceae
    1. Chuniophoenix
    2. Kerriodoxa
    3. Nannorrhops
    4. Tahina

  4. Tông Corypheae
    1. Corypha

  5. Tông Cryosophileae
    1. Chelyocarpus
    2. Coccothrinax
    3. Cryosophila
    4. Itaya
    5. Leucothrinax
    6. Schippia
    7. Thrinax
    8. Trithrinax
    9. Zombia

  6. Tông Phoeniceae
    1. Phoenix

  7. Tông Sabaleae
    1. Sabal

  8. Tông Trachycarpeae
    1. Không đặt vào phân tông
      1. Acoelorrhaphe
      2. Brahea
      3. Colpothrinax
      4. Copernicia
      5. Pritchardia
      6. Serenoa
      7. Washingtonia

    2. Phân tông Livistoninae
      1. Johannesteijsmannia
      2. Lanonia
      3. Licuala
      4. Livistona (gồm cả hoặc tách riêng Saribus)
      5. Pholidocarpus
      6. Pritchardiopsis (có thể gộp trong Saribus)
      7. Saribus (có thể gộp trong Livistona)

    3. Phân tông Rhapidinae
      1. Chamaerops
      2. Guihaia
      3. Maxburretia
      4. Rhapidophyllum
      5. Rhapis
      6. Trachycarpus
4. Ceroxyloideae Drude, đồng nghĩa Phytelephaceae Perleb: Khoảng 8 chi và 42 loài. Chủ yếu tại Trung Mỹ, tây Nam Mỹ, cũng có ở đông bắc Úc, Madagascar, Florida và khu vực quần đảo Antilles. Phân họ này bao gồm cả Phytelephantoideae (Dransfield và ctv. 2005).
  1. Tông Ceroxyleae
    1. Ceroxylon
    2. Juania
    3. Oraniopsis
    4. Ravenea

  2. Tông Cyclospatheae
    1. Pseudophoenix

  3. Tông Phytelepheae
    1. Ammandra
    2. Aphandra
    3. Phytelephas
5. Arecoideae Burnett, đồng nghĩa Acristaceae O. F. Cook, Ceroxylaceae O. F. Cook, Chamaedoraceae O. F. Cook, Cocosaceae Schultz-Schultzenstein, Geonomataceae O. F. Cook, Iriarteaceae O. F. Cook & Doyle, Malortieaceae O. F. Cook, Manicariaceae O. F. Cook, Pseudophoeniciaceae O. F. Cook, Synechanthaceae O. F. Cook: Khoảng 112 chi, trong đó đa dạng loài nhất là Bactris (khoảng 240 loài), Dypsis (khoảng 140 loài), Pinanga (khoảng 120 loài), Chamaedorea (khoảng 110 loài), Geonoma (khoảng 75 loài), Desmoncus (khoảng 65- loài), Areca (khoảng 60 loài), Astrocaryum (khoảng 50 loài). Phân bố rộng khắp vùng nhiệt đới, phân họ đa dạng nhất tại Nam Mỹ.
  1. Tông Areceae
    1. Bentinckia
    2. Clinostigma
    3. Cyrtostachys
    4. Dictyosperma
    5. Dransfieldia
    6. Heterospathe
    7. Hydriastele
    8. Iguanura
    9. Loxococcus
    10. Rhopaloblaste
    11. Phân tông Archontophoenicinae
      1. Actinokentia
      2. Actinorhytis
      3. Archontophoenix
      4. Chambeyronia
      5. Kentiopsis

    12. Phân tông Arecinae
      1. Areca
      2. Nenga
      3. Pinanga

    13. Phân tông Basseliniinae
      1. Basselinia
      2. Burretiokentia
      3. Cyphophoenix
      4. Cyphosperma
      5. Lepidorrhachis
      6. Physokentia

    14. Phân tông Carpoxylinae
      1. Carpoxylon
      2. Neoveitchia
      3. Satakentia

    15. Phân tông Clinospermatinae
      1. Brongniartikentia
      2. Clinosperma
      3. Cyphokentia

    16. Phân tông Dypsidinae
      1. Dypsis
      2. Lemurophoenix
      3. Marojejya
      4. Masoala

    17. Phân tông Linospadicinae
      1. Howea
      2. Laccospadix
      3. Linospadix

    18. Phân tông Oncospermatinae
      1. Acanthophoenix
      2. Deckenia
      3. Oncosperma
      4. Tectiphiala

    19. Phân tông Ptychospermatinae
      1. Adonidia
      2. Balaka
      3. Brassiophoenix
      4. Carpentaria
      5. Drymophloeus
      6. Normanbya
      7. Ponapea
      8. Ptychococcus
      9. Ptychosperma
      10. Solfia
      11. Veitchia
      12. Wodyetia

    20. Phân tông Rhopalostylidinae
      1. Hedyscepe
      2. Rhopalostylis

    21. Phân tông Verschaffeltiinae
      1. Nephrosperma
      2. Phoenicophorium
      3. Roscheria
      4. Verschaffeltia

  2. Tông Chamaedoreeae
    1. Chamaedorea
    2. Gaussia
    3. Hyophorbe
    4. Synechanthus
    5. Wendlandiella

  3. Tông Cocoseae
    1. Phân tông Attaleinae
      1. Allagoptera
      2. Attalea
      3. Beccariophoenix
      4. Butia
      5. Cocos
      6. Jubaea
      7. Jubaeopsis
      8. Lytocaryum
      9. Parajubaea
      10. Polyandrococos
      11. Syagrus
      12. Voanioala

    2. Phân tông Bactridinae
      1. Acrocomia
      2. Aiphanes
      3. Astrocaryum
      4. Bactris
      5. Desmoncus
      6. Gastrococos

    3. Phân tông Elaeidinae
      1. Barcella
      2. Elaeis

  4. Tông Euterpeae
    1. Euterpe
    2. Hyospathe
    3. Neonicholsonia
    4. Oenocarpus
    5. Prestoea

  5. Tông Geonomateae
    1. Asterogyne
    2. Calyptrogyne
    3. Calyptronoma
    4. Geonoma
    5. Pholidostachys
    6. Welfia

  6. Tông Iriarteeae
    1. Dictyocaryum
    2. Iriartea
    3. Iriartella
    4. Socratea
    5. Wettinia

  7. Tông Leopoldinieae
    1. Leopoldinia

  8. Tông Linospadicinae
    1. Calyptrocalyx

  9. Tông Manicarieae
    1. Manicaria

  10. Tông Oranieae
    1. Orania

  11. Tông Pelagodoxeae
    1. Pelagodoxa
    2. Sommieria

  12. Tông Podococceae
    1. Podococcus

  13. Tông Reinhardtieae
    1. Reinhardtia

  14. Tông Roystoneeae
    1. Roystonea

  15. Tông Sclerospermeae
    1. Sclerosperma

## Phát sinh chủng loài
Cây phát sinh chủng loài dưới đây lấy theo APG III.
|  | Coryphoideae                                                 |
|  |                                                              |
|  | \| \| Ceroxyloideae \| \| \| \| \| \| Arecoideae \| \| \| \| |
|  |                                                              |
|  | Ceroxyloideae                                                |
|  |                                                              |
|  | Arecoideae                                                   |
|  |                                                              |

|  | Ceroxyloideae |
|  |               |
|  | Arecoideae    |
|  |               |

|  | Coryphoideae                                                 |
|  |                                                              |
|  | \| \| Ceroxyloideae \| \| \| \| \| \| Arecoideae \| \| \| \| |
|  |                                                              |
|  | Ceroxyloideae                                                |
|  |                                                              |
|  | Arecoideae                                                   |
|  |                                                              |

|  | Ceroxyloideae |
|  |               |
|  | Arecoideae    |
|  |               |

|  | Coryphoideae                                                 |
|  |                                                              |
|  | \| \| Ceroxyloideae \| \| \| \| \| \| Arecoideae \| \| \| \| |
|  |                                                              |
|  | Ceroxyloideae                                                |
|  |                                                              |
|  | Arecoideae                                                   |
|  |                                                              |

|  | Ceroxyloideae |
|  |               |
|  | Arecoideae    |
|  |               |

|  | Coryphoideae                                                 |
|  |                                                              |
|  | \| \| Ceroxyloideae \| \| \| \| \| \| Arecoideae \| \| \| \| |
|  |                                                              |
|  | Ceroxyloideae                                                |
|  |                                                              |
|  | Arecoideae                                                   |
|  |                                                              |

|  | Ceroxyloideae |
|  |               |
|  | Arecoideae    |
|  |               |

## Một số chi

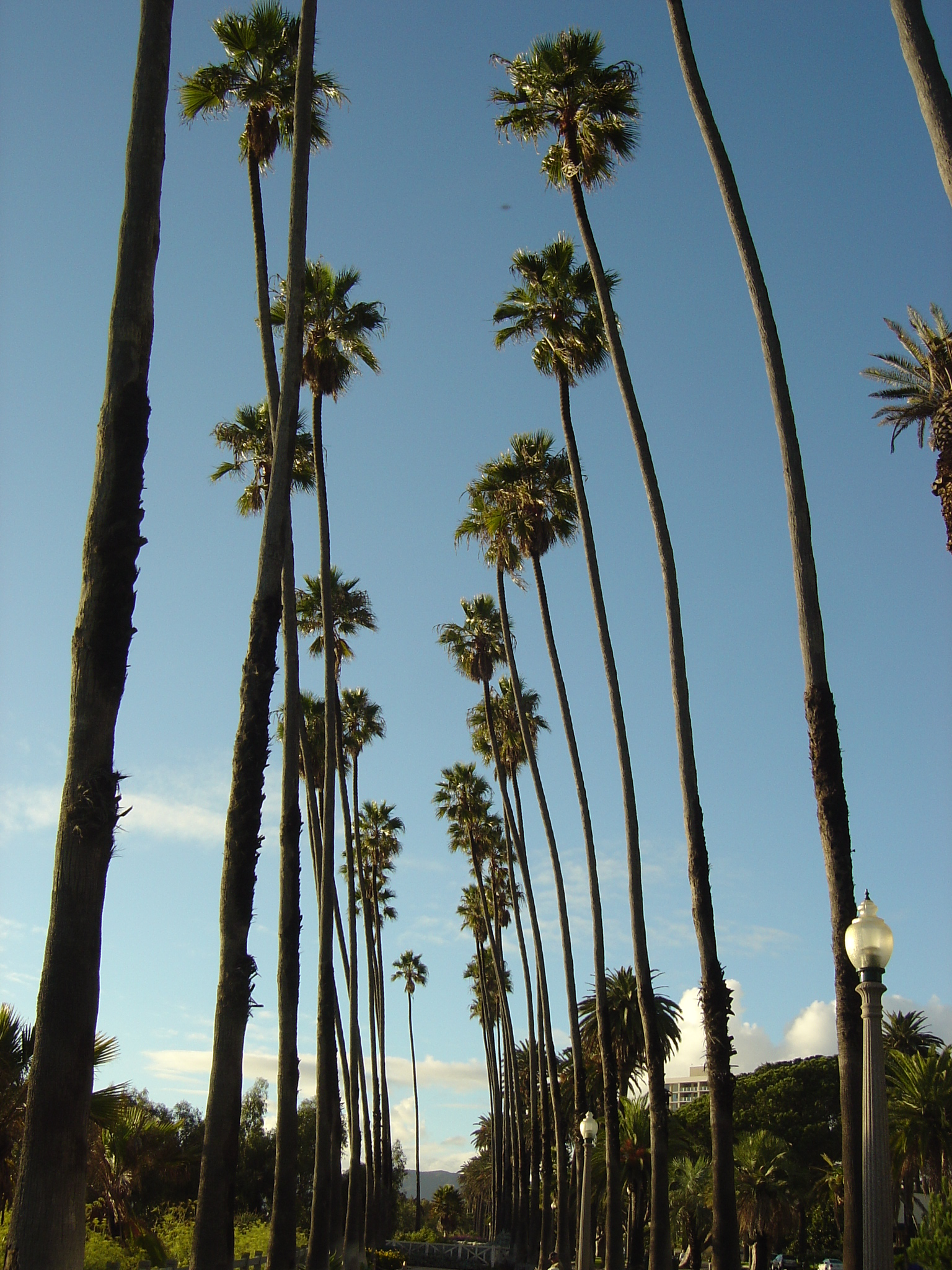
Hàng cọ trên đại lộ Ocean ở Santa Monica, California.

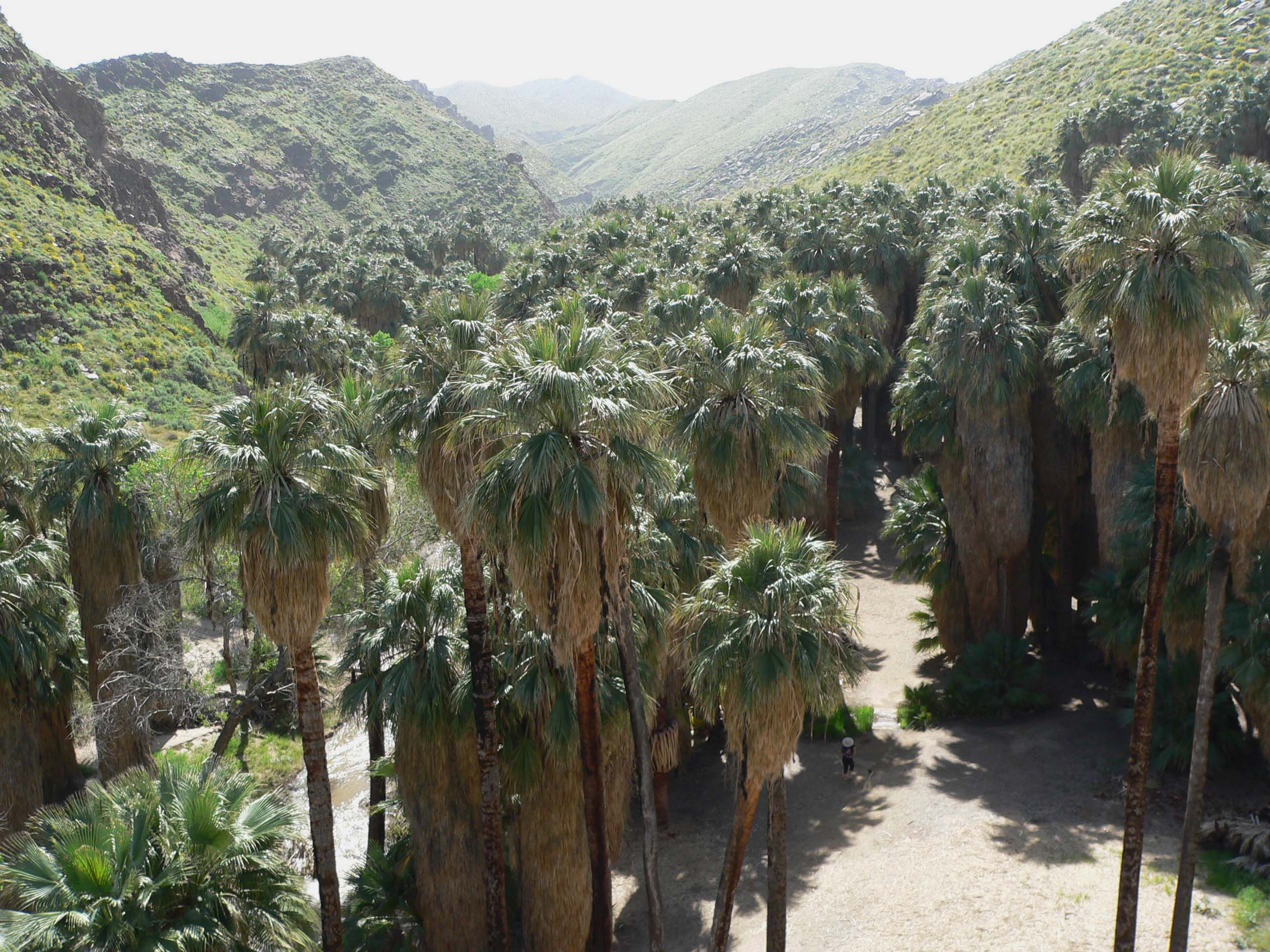
Washingtonia filifera

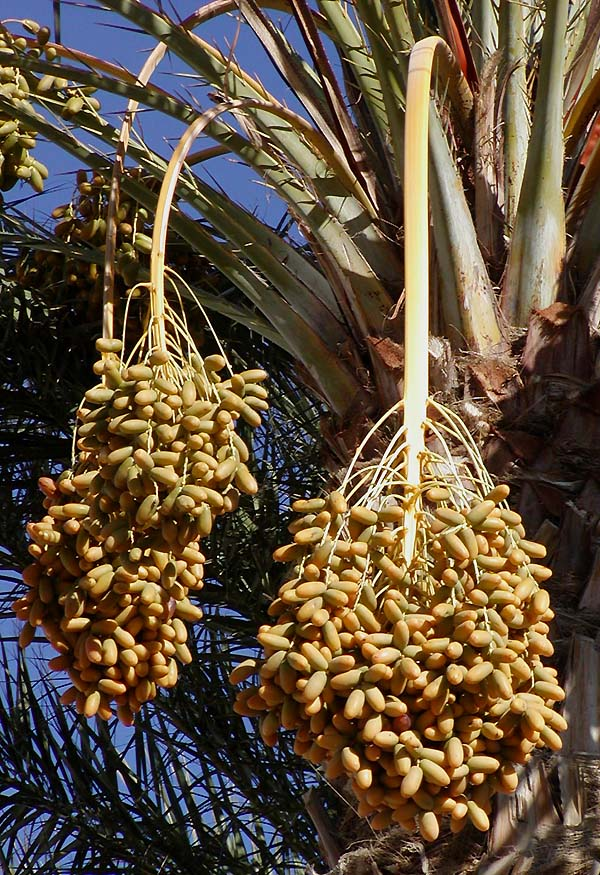
Quả chà là Phoenix dactylifera

Các chi quan trọng về mặt kinh tế là:
- Areca - Cau
- Arenga
- Attalea
- Bactris
- Borassus - Thốt nốt
- Calamus - Song, mây
- Cocos - Dừa
- Copernicia - Cọ lấy nhựa Carnauba
- Elaeis - Cọ dầu
- Euterpe - Cọ Açaí hay cọ lấy rau ăn (từ cây non)
- Jessenia
- Jubaea - Cọ Chile và cọ Coquito
- Orbignya
- Phoenix - Chà là
- Raphia - Cọ Raffia
- Rhapis
- Roystonea - Cọ hoàng gia
- Sabal - Cọ châu Mỹ
- Salacca - Salak
- Trachycarpus
- Veitchia
- Wallichia
- Washingtonia

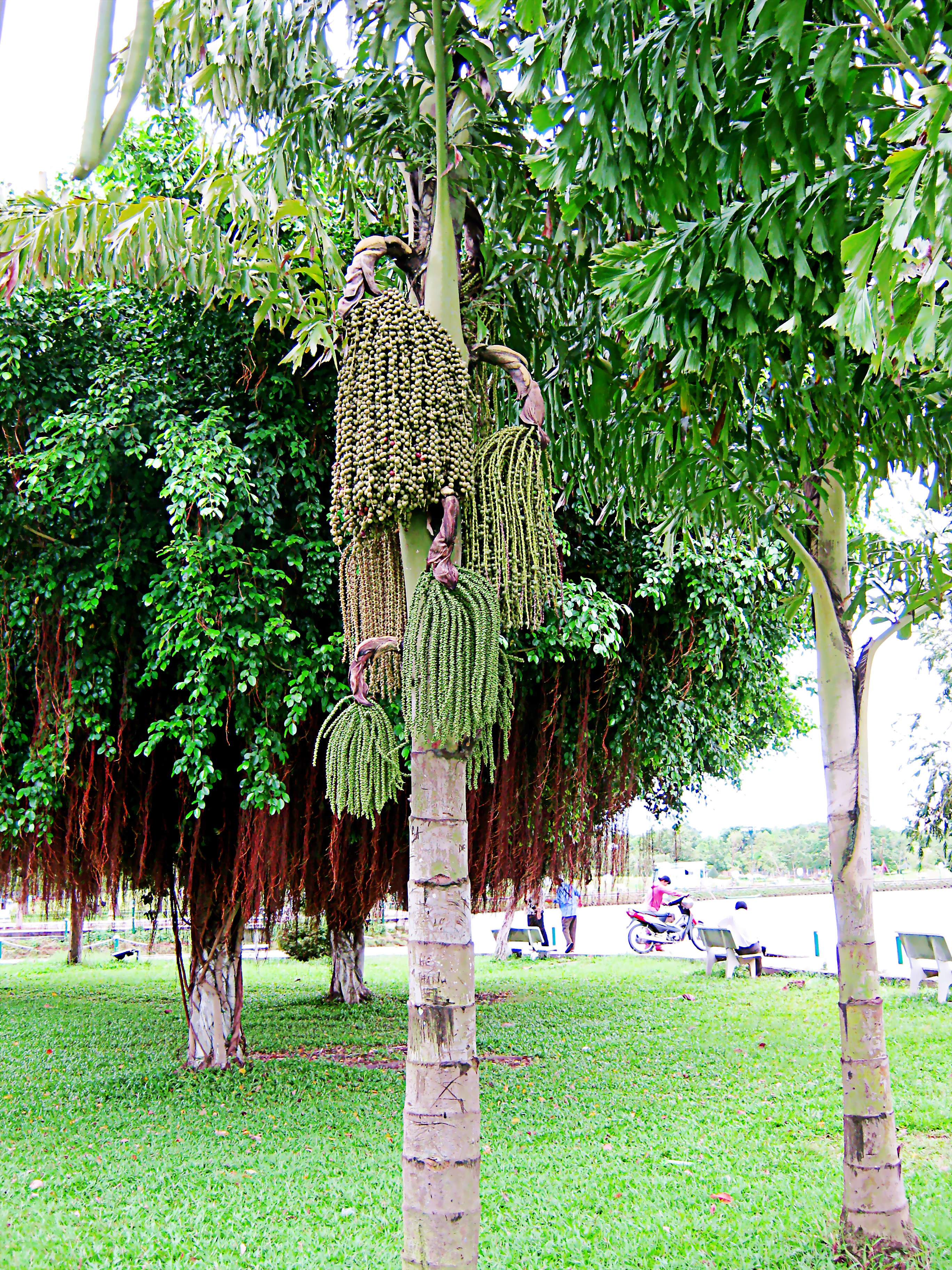
Cây đủng đỉnh thuộc họ Cau

Xem thêm Danh sách các chi trong họ Cau để có danh sách đầy dủ hơn.
Có một ít loài cây trong họ này có thể chịu được giá lạnh còn chủ yếu là các loài sinh sống trong khu vực nhiệt đới và cận nhiệt đới. Ba loài chịu lạnh tốt nhất là Trachycarpus fortunei, có nguồn gốc ở miền đông châu Á, Rhapidophyllum hystrix và Sabal nhỏ, cả hai đều có nguồn gốc ở miền đông nam Hoa Kỳ. Để có them chi tiết, xem bài Các loài họ Cau chịu lạnh.
Tại Hoa Kỳ, các loài cây khác nhau của họ Cau có thể thấy tại các khu vực có khí hậu nhiệt đới và khí hậu Địa Trung Hải như Florida, miền nam California và Hawaii và dọc theo bờ biển của vịnh Mexico từ miền nam Georgia, Mississippi, Alabama và Louisiana tới Texas. Bang miền đông nam Nam Carolina còn có tên hiệu là bang Palmetto do ở bờ biển phía Đại Tây Dương của bang này có rất nhiều cây thuộc họ Cau. Một số loài còn có thể sinh sống xa hơn về phía bắc tới Maryland, Arkansas, và thậm chí dọc theo bờ biển Thái Bình Dương tới tận Oregon và Washington. Người ta còn biết có vài loại cọ lai ghép có thể sống xa về phía bắc tới tận miền nam New Jersey . Các khu vực sa mạc của Nevada, Arizona, Utah và New Mexico cũng là quê hương của vài loài cọ.
Miền nam châu Âu có hai loài cọ bản địa là Chamaerops humilis (rộng khắp, nhưng chủ yếu ở Bồ Đào Nha, Tây Ban Nha, Pháp, Ý và Malta) và Phoenix theophrastii (Crete và miền nam Thổ Nhĩ Kỳ). Nhiều loài cọ khác cũng được trồng rộng rãi, với loài cọ Nhật Bản Trachycarpus wagnerianus có thể trồng và sống được tận ở Iceland.